# Gloria Faluggi
Gloria Faluggi fue una primera actriz de cine, teatro y televisión argentina.

## Carrera
La actriz Gloria Faluggi fue una destacada artista del género cómico que participó en decenas de obras literarias y en teatro de revista durante la época de esplendor del teatro argentino.
Integra en 1926 la Compañía Nacional Enrique Muiño junto a actrices como Ada Cornaro, Manolita Poli y Carmen Valdés. En 1939 forma parte de la Compañía Argentina de Comedia de Eva Franco en el Teatro Astral, donde presentan la obra Joven, viuda y estanciera, junto a Pepita Muñoz, Herminia Franco, José Franco, Juan Carlos Croharé, Alberto Bello y Fernando Ochoa.
En 1928 incursiona en el cine con la película El viejo tango al lado de Félix Mutarelli y Gonzalo Palomero. Diez años después actúa en Un tipo de suerte, protagonizada junto a Carlos Morganti.
En televisión hizo la ficción Crisol de danzas y leyendas en 1954, con la dirección de Luis Alberto Negro, y junto con Beatriz Taibo, Enrique Borrás, Claudio Rodríguez Leiva, el ballet de Celia Queiró, Héctor Ferraro y Pina Castro.
En cuanto a su vida privada, Faluggi, estuvo casada por varios años con el primer actor Carlos Morganti. Su hermano, Lauro Faluggi, fue también actor teatral.

## Filmografía
- 1928: El viejo tango.
- 1938: Un tipo de suerte.

## Televisión
- 1954: Crisol de danzas y leyendas.

## Teatro
- 1924: El nido de mis amores.
- 1928: Sinvergüenza.
- 1933: Abajo las polleras.
- 1937: La cucaracha.
- 1939: Joven, viuda y estanciera.
- 1941: La novia perdida.
- 1946: Don Fernández.
- 1949: Maridos caseros.
- 1949: El clavo de oro.
- 1949: Sisebuta dictadora.
- 1949: Eclipse de sol.